# Земский собор 1648-1649 годов
Зе́мский собо́р 1648-1649 годо́в — земский собор по подготовке и принятию Соборного Уложения 1649 года.

## Предыстория
Основная статья Соляной бунт
Летом 1648 года в Москве и других городах вспыхнул мятеж, сопровождавшийся резким проявлением народного недовольства против царских чиновников. Поводом к волнениям послужило повышение налога на соль, вздорожал хлеб, что населению показалось невыносимым. В мятеже активное участие приняли, наряду с общественными низами, люди средних состояний, в числе которых проявили значительную энергию дворяне и дети боярские из разных городов, только-что съехавшиеся в Москву для службы на окраинных городах и не получившие государево жалование, в чём им было отказано. После прокатившихся волнений и самосудов правительство спохватилось и уступками пыталось примириться с народом. Многие чиновники были смещены со своих постов, некоторые налоги упразднены. Был устроен торжественный царский выход на Лобное место, откуда царь Алексей Михайлович обратился к народу с речью. Он высказал своё сожаление по поводу тех бедствий, которые народу пришлось терпеть от неправедных судей, обещал, что он сам будет за всем внимательно смотреть, отменит пошлину на соль и даст разные льготы. По видимому, 10 июня 1648 года состоялась народная сходка, после которой “мир и всея земля”, служилые и торговые люди били челом Государю, чтобы “государь их пожаловал, велел учинить собор” и “они на соборе учнут бити челом государю о всяких своих делах”.

## Земский собор
В надежде утихомирить “качание мира” правительство обещало исполнить предъявленную просьбу. По этому поводу 16 июля 1648 года в Столовой избе было созвано совещание (собор). На данном совещании дворяне и дети боярские, иноземцы и гости, всяких чинов торговые люди, рассказывали о своих делах и просили присутствующего на заседании государя, чтобы он указал написать на всякие расправные дела Судебник и Уложенную книгу, чтобы впредь по той Уложенной книге всякие дела делать и вершить. На этом же совещании, в присутствии освящённого собора (высшее духовенство), Боярской думы, решено было созвать собор и составить Уложение “общим советом”.  Земский собор для составления Уложения был назначен на 1 сентября 1648 года, хотя работа началась ещё в июле. Подготовительная работа по составлению проекта нового уложения была поручена комиссии под предводительством князя Н.И. Одоевского. В комиссию входили: боярин, князь С.В. Прозоровский, окольничий, князь Ф.Ф. Волконский, дьяки Г. Леонтьев и Ф.А. Грибоедов. По окончании работы члены комиссии были пожалованы государевым жалованием и позднее особо награждены. Комиссии была дана инструкция из трёх пунктов:
1. Выписать статьи из правил Святого Апостол и святого Отца, а также из византийских царских законов.
2. Собрать указы прежних Государей и боярские приговоры и “справити” их с прежними судебниками.
3. Написать вновь статьи на случай, на которые в прежних судебниках “указу не положено и боярских приговоров не было”.

Таким путём нужно было составить проект и представить его земскому собору для обсуждения. С.Б. Веселовский, ссылаясь на расходные книги Поместного приказа, писал, что в июле и августе 1648 года подьячие заготовляли для написания Уложения списки с государевых указов и боярских приговоров о поместных и вотчинных землях.
Земский собор разделился на две палаты:
1. Верхняя палата — освящённый собор во главе с патриархом и Боярская дума, в которой присутствовал сам царь Алексей Михайлович.
2. Нижняя палата — выборные представители служилого сословия и тягловое население, которые, выслушав проект Уложения, делали на нём свои исправления и дополнения и впоследствии направляли их Верхней палате. Заседали в Ответной палате, под предводительством князя Ю.В. Долгорукого.

Когда выборные нижней палаты видели, что какой-либо важный общественный вопрос не затронут, то они писали на имя государя челобитные, в которых указывали, как сам предмет, так и законоположение, которое желательно было внести.
С 3 октября 1648 года Уложение, составленное комиссией князя Н.И. Одоевского, было “чтено выборными людьми для того, чтобы то всё Уложение впредь было точно и неподвижно”. После согласования замечаний и дополнений Государь указал Уложение “написати в список и закрепити тот список” патриарху Иосифу, освящённому собору, боярам и всем чинам Московского государства. По утверждению Уложения “списати” в книгу, по которой напечатать другие “многие” книги и разослать их по приказам и по городам для руководства при решении дел.

## Состав собора
По городам заблаговременно были разосланы призывные грамоты о присылке к 1 сентября: от придворных и московских служилых людей из каждого чина по 2 чел., из небольших городов и Новгородских пятин по 1 чел., от гостей по 3 чел., из гостиной и суконной сотен по 2 чел., а из чёрных московских сотен, из слобод и посадов по 1 чел. Москва была представлена 6 выборными дворянами, остальные города и уезды послали на собор 153 человека. Подобное положение было и в торгово-промышленной среде: на 15 чел. московских гостей и тягловых людей, приходилось свыше 80 городовых посадских людей.
Уложение собора подписали: патриарх Иосиф, митрополит — 2 чел., архиепископ — 3 чел., епископ, архимандрит — 5 чел, игумен, протопоп, бояр — 15 чел, окольничий — 10 чел., казначей, думный дворянин, печатник, думный дьяк, московский дворян — 5 чел, городовой дворян — 148 чел., гость — 3 чел., выборных от московских сотен и слобод — 12 чел, представителей посадов — 89 чел., стрельцы — 15 чел. Всего: 315 человек. А.Н. Зерцалов установил, что на собор съехались выборные от 116 городов, и помимо участников собора, известных по подписям, было 30 человек, принимавших участие, но подписей не поставивших.
Результатом было то, что на соборе 1648-1649  годов перевес уездных городов над столицей, рядового дворянства над московскими служилыми чинами был значительным, что дало возможность громко заявить правительству о своих нуждах, весьма энергично отстаивая свои интересы.

## Статьи, внесённые выборными
Двенадцать новых статей XI главы, трактующей “О суде над крестьянами”. В статье нашло закрепление давнее требование средних служилых слоёв об отмене урочных лет. Указом 1597 года было установлено, что возвращение беглых крестьян к их прежним владельцам возможно лишь в течение пяти лет со времени их бегства. Помещики хлопотали о том, чтобы урочные годы были увеличены. Указами 30-х и 40-х годов XVII века была установлена 10-15 летняя давность. Однако уездные дворяне этими сроками удовлетвориться не могли. Они ещё в 1645 году ходатайствовали об отмене урочных лет, мотивируя:
1. Их крестьяне бегут в окраинные города и там скрываются до истечения урочных лет, а потом возвращаются в соседние владения и прежние владельцы, взять их не могут.
2. Сильные владельцы, богатые монастыри и бояре укрывают у себя беглых крестьян в дальних вотчинах, а затем поселяют, по истечении срока давности, на своих ближайших к ним землям, а крестьяне над своими прежними владельцами похваляются перед другими крестьянами, сманивая их, отчего помещикам великое разорение.

Поданная челобитная в момент составления Уложения обсуждалась на соборе, и было решено урочные годы отменить и беглых крестьян, сыскивая, возвращать владельцам с их жёнами, детьми и имуществом. Беглых крестьян было велено возвращать не по переписным книгам 1646 года, а по писцовым 1626 года. Это постановление знаменовало собой торжество служилого дворянства, требовавшего закрепить за собой тягловое крестьянство и отождествляло победу мелкопоместного и среднего дворянства над крупными землевладельцами.
В число статей, составленных при помощи земщины, внесена 3-я статья XII главы Уложения: “О суде патриарших…. Людей и крестьян”. Она представляет собой краткий пересказ 2-й статьи XIII главы: “О Монастырском приказе”, и о землях церковного ведомства, владевшего огромными земельными богатствами. Еще при Иване III Васильевиче поднялся вопрос о церковных землях, и раздавались голоса нестяжателей против владения вотчинами. Впоследствии данный вопрос поднимался неоднократно, и на Земском соборе 1580 года права духовенства по отношению к приобретению новых вотчин, как путём покупки, так и путём пожертвований со стороны частных лиц, были существенно ограничены. Несмотря на это, приговор собора не выполнялся и церковные и монастырские земли продолжали расти. Данное положение вызывало неприязнь со стороны дворянства, которое испытывало на себе недостаток земельного фонда. Кроме того, земли церковного ведомства в XVI веке были в привилегированном положении, пользовались различными льготами и судились особым судом. Выборное дворянство, а с ними торговые и посадские люди возбудили ходатайство о том, чтобы было запрещено вновь приобретать вотчины монастырям и церквям, те же вотчины, которые были, вопреки земскому приговору 1580 года приобретены духовенством, отобрать и раздать беспоместным и малопоместным служилым людям. Ходатайства были удовлетворены: монастырям, церквям и духовенству было запрещено приобретать, принимать в заклад и даже принимать вотчины на помин души под угрозой безденежной отписки земель на Государя, учреждён Монастырский приказ для суда и управления монастырскими и церковными вотчинами, но требование об отнятии вотчин, приобретённых после 1580 года, было отклонено. Данная статья положило конец борьбе духовенства со служилым дворянством и тягловыми людьми.
В связи с вопросом о земле, челобитчики провели в статьи 16 главы XVI и 2 статьи главы XVII некоторые новые постановления относительно наследования поместий и вотчин жёнами и детьми.
Вся XIII глава возникла по инициатива земского собора. Н.П. Загоскин, отыскивая источники первых 34-х статей XIX главы: “О Посадских людях”, видит его в двух челобитных земского собора от 25 октября и 25 ноября 1648 года, в которых выборные люди просят Государя “отписать на себя” промышленные слободы беломестцев. Статья 34-я приказывает городским торговым людям, которые записаны в гостиную и суконную сотню, жить непременно в Москве, а не в иных городах и нести тягло с городских своих дворов, если они эти дворы не захотят продавать. Статья 34-я вытекает из другого челобитья гостей и гостиной сотни, поданной Государю 4 января 1649 года. История этой челобитной относится к июлю 1648 года, когда во время московских смут посадские люди разных городов били челом, чтобы дозволить их товарищам, записанных в гостиную и суконную сотни, отправлять службу не в чужих, а в своих городах. Правительство эту просьбу исполнило и тем самым возбудило неудовольствие со стороны москвичей, членов гостиной сотни и гостей, которым от нового порядка вещей стало тяжелее служить. 4 января 1649 года они подали челобитную, прося восстановления старых служебных обычаев, и правительство, несмотря на то, что люди чёрных сотен старались этому противодействовать, согласились на доводы гостей и гостиной сотни и указано им взять в гостиную и суконную сотни людей и жить по старому на Москве, а не по городам. Этот указ, отменявший предписание 1648 года, вошёл в Уложение и составил 34 статью XIX главы, о чём свидетельствует позднейшая от 15 февраля 1649 года челобитная тех же гостей.
Статья 7 главы XIII говорит о выкупе пленных: решено было собирать ежегодно деньги со всего государства по новым переписным книгам, и все плательщики призывались: “не пощадить злата и серебра брата ради, но искупить его, да от Бога сторицею принять” в день страшного суда.
В деятельности земского собора 1648-1649 годов, следует отметить вопрос по поводу запрещения иностранным купцам торговать внутри Московского государства. Указ, ограничивающий торговые права англичан, был обнародован 1 июня 1649 года. Возник он по челобитной “гостей и торговых всяких людей”, подданной “в прошлых годах и в нынешнем 1649 году”. Под челобитьем “прошлых лет” можно подразумевать челобитье торговых людей 1646 года, заключавшее в себя много жалоб на недобросовестные приёмы торговли иностранцами. Торговые люди, видя безрезультатность своих челобитий по делу торговли иностранцев, возбудили дело на Земском соборе, составлявшем Уложение, и достигли того, что уже не одни торговые люди, а весь земский собор подал Государю две челобитные, прося запретить иностранцам торговлю внутри государства. Одно челобитье было от  всех служилых выборных людей, второе — от всех тягловых. Государь, выслушав просьбу собора, приказал Боярской думе, чтобы из Посольского приказа была доставлена память о том, когда и какие торговые права получали иноземцы в Московском государстве. Данная память была доставлена 20 декабря 1648 года на имя комиссии. Государю было доложено, что торговые права иностранных купцов, который, выслушав их, повелел вынести все дела об иностранных купцах на всенародное обсуждение земского собора. Выборные собора однозначно высказались о необходимости и возможности запретить иностранцам торговлю внутри государства, не пуская их дальше Архангельска. Приведённые на соборе доводы очень тонко разоблачали все коммерческие уловки, употреблявшиеся в то время иностранцами. Правительство, указом от 1 июня 1649 года удовлетворило желание собора, и таким образом послужило примером проявления земской инициативы на соборе 1648-1649 годов.
Эта совместная работа правительства и выборных людей от общества была весьма плодотворной: историки-юристы насчитали свыше 80 статей уложения, которые были составлены при непосредственном участии земского собора.

### Недовольства решениями собора
Участие земских выборных в составлении Уложения и торжество средних слоёв общества радовало одних и вызывало недовольство, других. Патриарх Никон называл Уложение “проклятой” книгой и не раз пытался предпринять меры к её отмене. Недовольны были также: бояре, крупные землевладельцы, московские чины и приказные люди, так как эта победа оказалась роковой для судьбы того учреждения, в котором возобладало уездное дворянство и торгово-промышленный класс. Выразивших неудовольствие по поводу нескольких статей Уложения князя Львова с 20 единомышленниками правительство, как подавление “крамолы”, выслало в Соловецкий монастырь. Раскольники называли Уложение “книгою богопротивною, анти христовой”.

## Историки о земском соборе
О внешней истории этого собора имеются краткие, противоречивые и научной критикой заподозренные данные.
Б.Н. Чичерин отвергал участие выборных людей в составлении законодательного акта, ограничивая их деятельность лишь выслушиванием предложенной редакции Уложения и подачей челобитных.
В.И. Сергеевич отмечал, что вопреки прямому смыслу предисловия к Уложению 1649 года, данные говорят, что земские выборные 130 русских городов не только слушали проект Уложения и подписали его, но и вложили в него значительную долю собственного труда, выработали его и создали. В 1860-х годах были опубликованы данные законодательной инициативы выборных в составлении Уложения, в 1875 году на них указывал В. И. Сергеевич.
Н.П. Загоскин в 1879 году обстоятельно занялся вопросом о деятельности выборных по составлению Уложения.  Трудами учёных выяснилось, что в Уложении до 88 статей в восьми главах составлено при участии или по инициативе выборных людей. Особенно отмечена работа Н. П. Загоскина, исчерпывающая все данные монографии, хотя и допускающая некоторые замечания и дополнения. На всех трёх, а не на двух, как полагал Н. П. Загоскин, первоначальных изданиях Уложения помещена дата 29 января 1649 года.  Такая дата долго заставляла думать, что в этот день Уложение было уже напечатано. Загоскин подверг это сомнению, полагая, что Уложение печаталось позже, высказав свою догадку, что уложение было окончено в конце декабря 1648 года. Напечатанные документы, извлечённые членами археологического института из московских архивов, опровергают предположения Н. П. Загоскина. На основании расходной книги печатного двора 1649 года, хранившейся в библиотеке Синодальной типографии, указывается, что Уложение впервые печаталось с 07 апреля по 20 мая 1649 года. Составление Уложения было окончено не в декабре 1648 года, а только 29 января 1649 года, показывая дату окончания законодательных работ. На основании изучения исторических данных можно утверждать, что Уложение составлялось в продолжение полугода, а это в некоторой степени изменяет бытовавшее мнение о баснословной скорости, с какой будто бы был составлен кодекс.
С.Ф. Платонов писал, что созванный для усмирения страны собор 1648 года повёл к разладу и неудовольствия в московском обществе. Достигшие своей цели соборные представители провинциального общества восстановили против себя сильных людей и крепостную массу Московского государства. Крепостные, не мирясь с прикреплением к тяглу и закабаление помещиками, стали протестовать беспорядками и бегством на Дон, подготавливая тем самым восстание Разина. Общественная вершина государства избрала легальный путь действий и привела правительство к полному прекращению земских соборов.